# John Romita Sr.
John Victor Jazzy Romita (Nueva York, Nueva York, Estados Unidos, 24 de enero de 1930-Floral Park,12 de junio de 2023) fue un historietista estadounidense, reconocido principalmente por su trabajo como dibujante de Spider-Man, personaje de Marvel Comics creado por los historietistas Stan Lee y Steve Ditko. Fue agregado al Will Eisner Comic Book Hall of Fame en 2002.

## Biografía
En 1947 (a los 17 años) se graduó en la Escuela de Arte Industrial de Nueva York y se dedicó inicialmente a la publicidad. Sus primeros trabajos en el mundo del cómic se desarrollaron como entintador en diversas publicaciones, hasta que en 1951 empezó a colaborar como dibujante con Stan Lee, guionista de la editorial Marvel Comics.
En 1958 abandonó Marvel Comics, entonces llamada Atlas Comics, que se encontraba en crisis, y se marchó a DC Comics, donde se dedicó durante ocho años a la realización de historietas románticas, como la serie Bonnie Taylor para Young Romance.
En 1965 volvió a Marvel Comics entintando la portada de Jack Kirby y los lápices interiores de Don Heck para Avengers #23. Más tarde colaboró Daredevil a partir del #12 (enero de 1966), haciendo trazos finales sobre los bocetos de Jack Kirby, y se convirtió en el dibujante fijo de la colección The Amazing Spider-man a partir del #39 (agosto de 1966), siendo el responsable de diseñar y darle rostro a Mary Jane Watson, posterior esposa del «trepamuros».
Gracias a este trabajo, John Romita Sr. adquiere una gran importancia en la compañía y participa en las colecciones de otros personajes como Los Cuatro Fantásticos o el Capitán América hasta llegar a director artístico de Marvel en julio de 1973. Con este cargo, colaboró en la creación de personajes como Wolverine, Punisher, Luke Cage, Bullseye, Tigra y Brother Voodoo.
Se jubiló en 1995 con su último trabajo Spider-Man / Kingpin: to the Death, protagonizado por Spiderman, su personaje más conocido, y Daredevil, su personaje favorito.
En 2003 Romita participó en la creación del número 500 de Amazing Spider-man, dibujando las últimas cuatro páginas.
Forma parte del comité de desembolso de la organización caritativa The Hero Initiative.
Su hijo John Romita Jr. es también un reconocido artista de cómic.